# Mitralieră Vickers

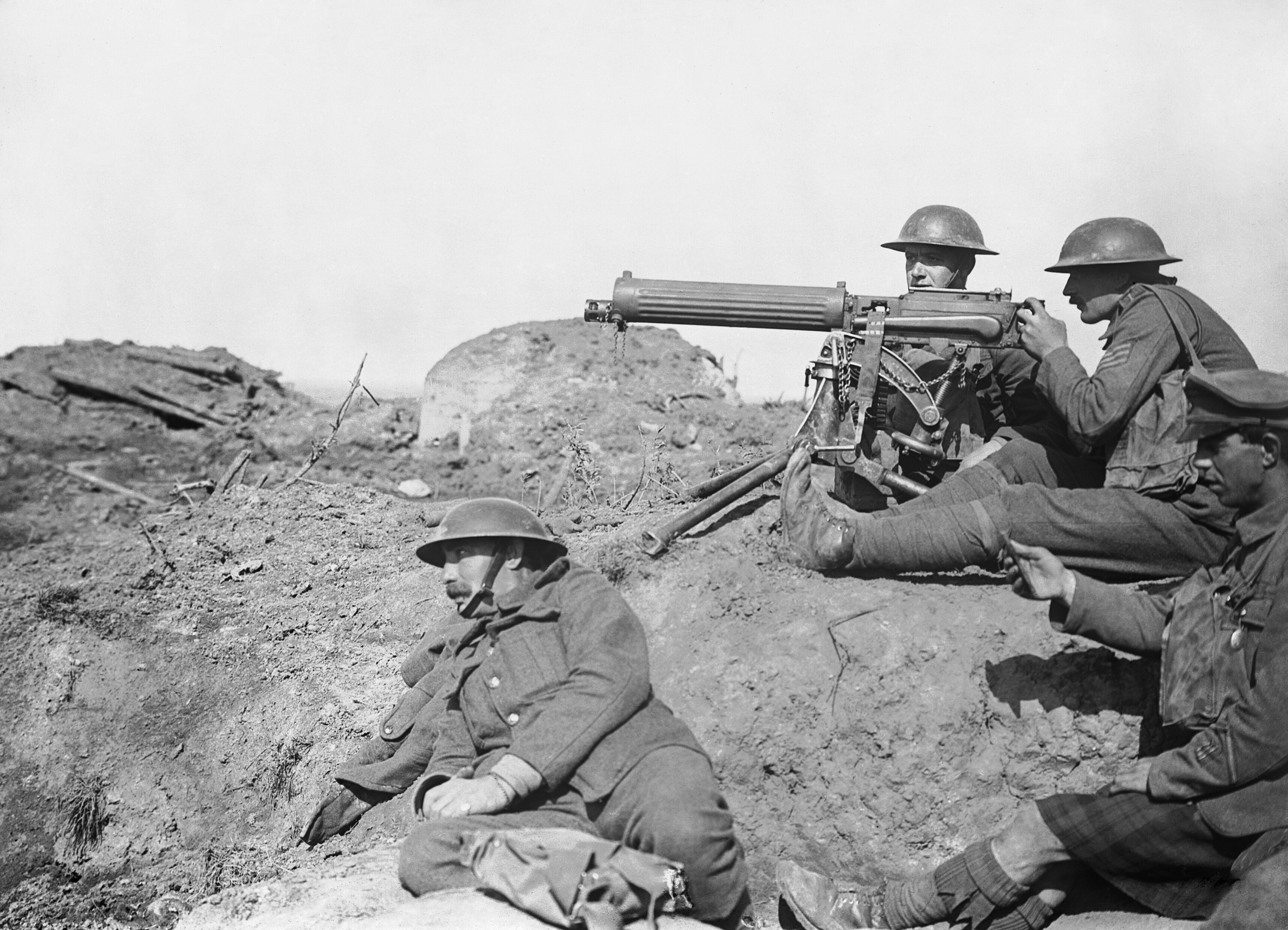
O mitralieră britanică Vickers din timpul Primului Război Mondial

Mitraliera Vickers este o variantă britanică a mitralierei Maxim. Aceasta a fost folosită pe scară largă de către Armata Britanică, Royal Air Force, Marina Regală Britanică și Imperiul Britanic.
Mitraliera Vickers sau arma Vickers este un nume folosit în special pentru a se referi la arma de calibrul 0.303 britanic (0,303 inch, aproximativ 7,7 mm), mitralieră răcită cu apă produsă de Vickers Limited, inițial pentru armata britanică. Mitraliera necesită de obicei o echipă de șase până la opt oameni pentru a o opera: un trăgător, un om care alimentează arma cu muniție, iar ceilalți ajută pentru a transporta arma, muniția și piesele de schimb. Acesta armă a fost folosită de dinainte de Primul Război Mondial și până în anii 1960 și, cu versiuni răcite cu aer, pe mai multe avioane de luptă aliate folosite în Primul Război Mondial.

## Legături externe
Materiale media legate de Mitralieră Vickers la Wikimedia Commons
- en The Vickers Machine Gun website, accesat pe 25 noiembrie 2014